# Paul Hamilton Hayne

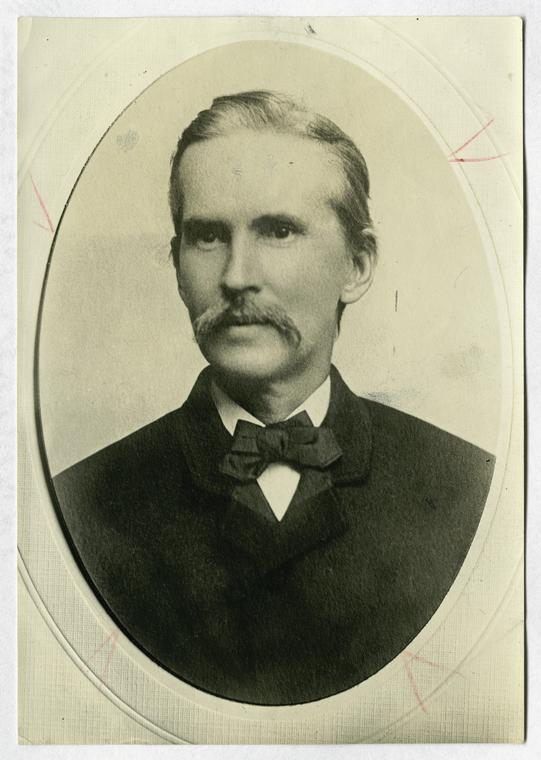
Paul Hamilton Hayne.

Paul Hamilton Hayne, född 1 januari 1830 i Charleston, South Carolina, död 6 juli 1886 i Grovetown, Georgia, var en amerikansk skald. Han var brorson till Arthur Peronneau och Robert Young Hayne. 
Hayne författade Poems (1855), Sonnets and Other Poems (1857), Avolio: a legend of Cos (1860), Legends and lyrics (1872) och The mountain of the lovers (1875), vilka åtnjöt stor folkgunst i Södern, vars tänkesätt han delade och på vars sida han deltog i inbördeskriget. En fullständig samling av Haynes dikter utkom 1882. Han utgav även en biografi över farbrodern Robert Hayne (1870).